# 오라셰

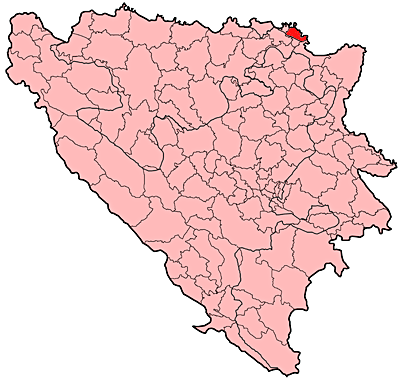
오라셰의 위치

오라셰(보스니아어: Orašje, 크로아티아어: Orašje, 세르비아어: Орашје, Orašje)는 보스니아 헤르체고비나 북부에 위치한 도시로, 면적은 122km2, 높이는 80m, 인구는 28,211명(1991년 당시 기준), 인구밀도는 231명/km2이다. 행정 구역상으로는 보스니아 헤르체고비나 연방에 속하는 주인 포사비나주의 주도이며 사바강을 경계로 크로아티아 주파나와 접한다.

시 문장